# 亚历山德拉·赫利
亚历山德拉·赫利（英語：Alexandra Hulley，1997年7月24日—），澳大利亚女子田径运动员。她曾代表澳大利亚参加2018年和2022年英联邦运动会田径比赛，其中2018年英联邦运动会获得一枚银牌。